# گوهرملخیان
گوهرملخیان (به لاتین: Pyrgomorphinae) زیرخانواده‌ای از ملخ‌ها (راست‌بالان) هستند: ملخی‌ها) در خانواده گوهرملخان. گونه‌ها در بخش‌های گرم‌تر آمریکای مرکزی و جنوبی، اروپای جنوبی، آفریقا، آسیا، استرالیا و جزایر اقیانوس آرام یافت می‌شوند. سردهٔ تایپ آن Pyrgomorpha است و نام آن از "Pyrgomorphiden" اثر Brunner von Wattenwyl، ۱۸۷۴ است. نخستین کاربرد Pyrgomorphinae توسط کراوس در سال ۱۸۰ بود.

## تبارها

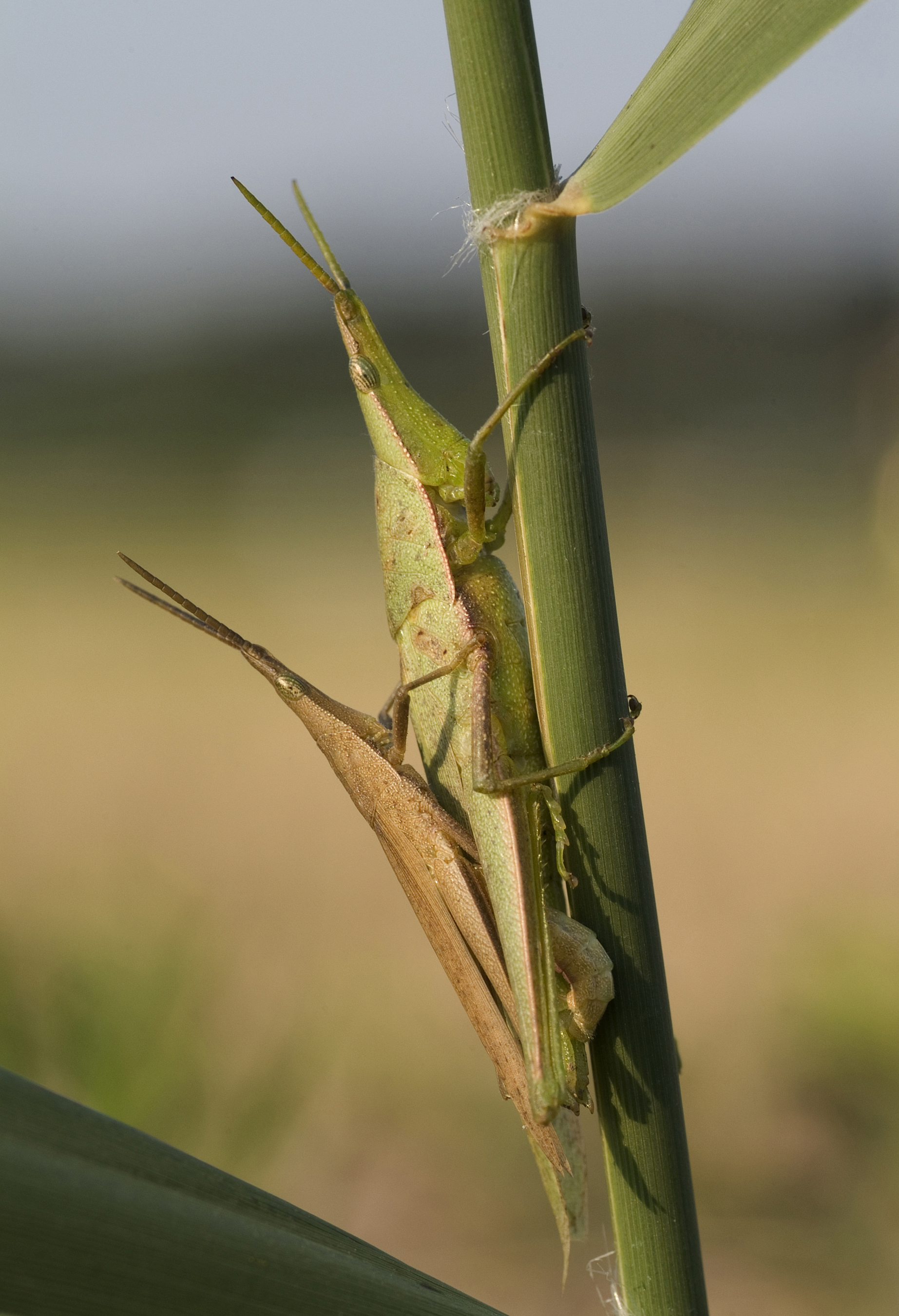
Atractomorpha lata

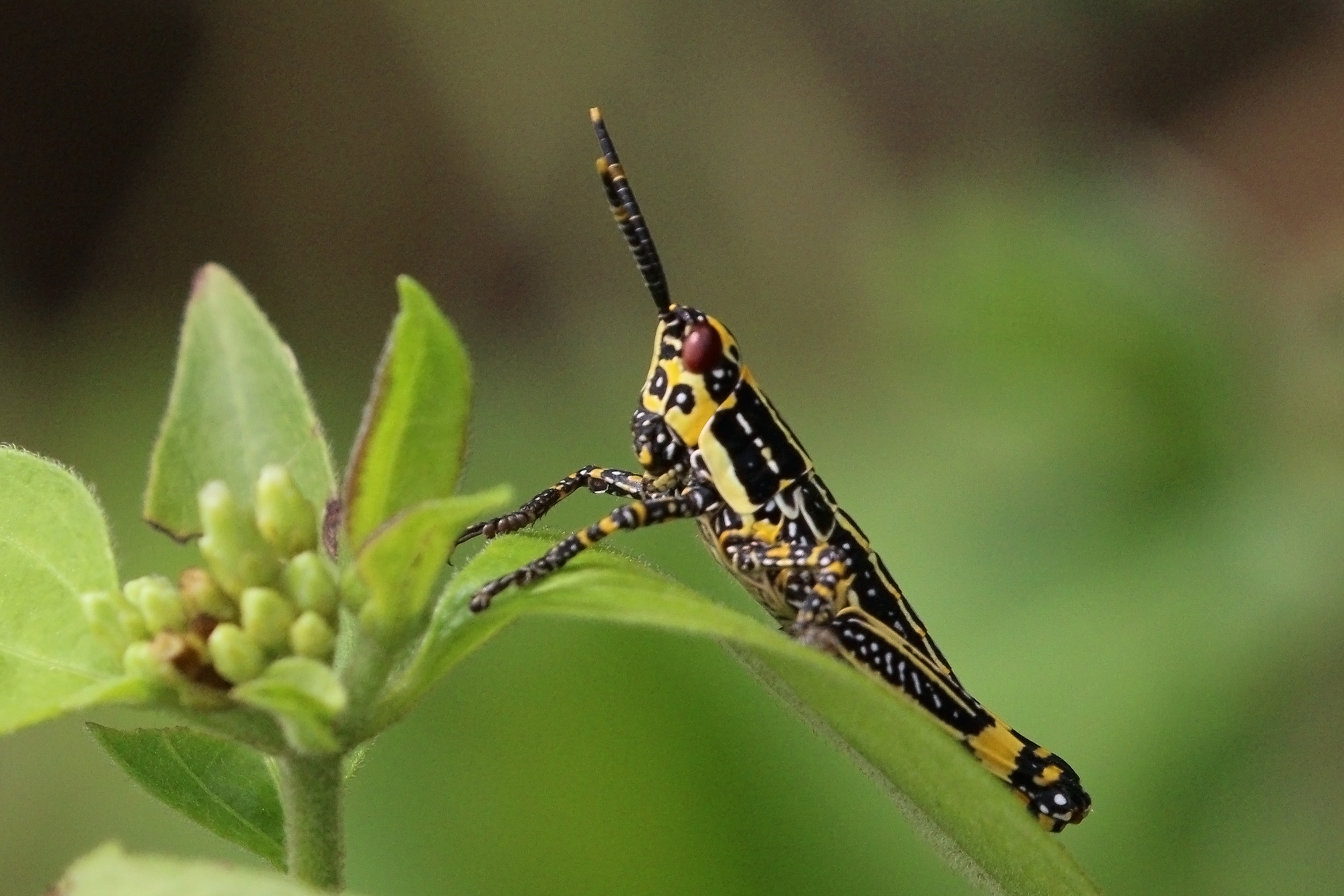
پوره ملخ گونه‌گون (Zonocerus variegatus)، غنا

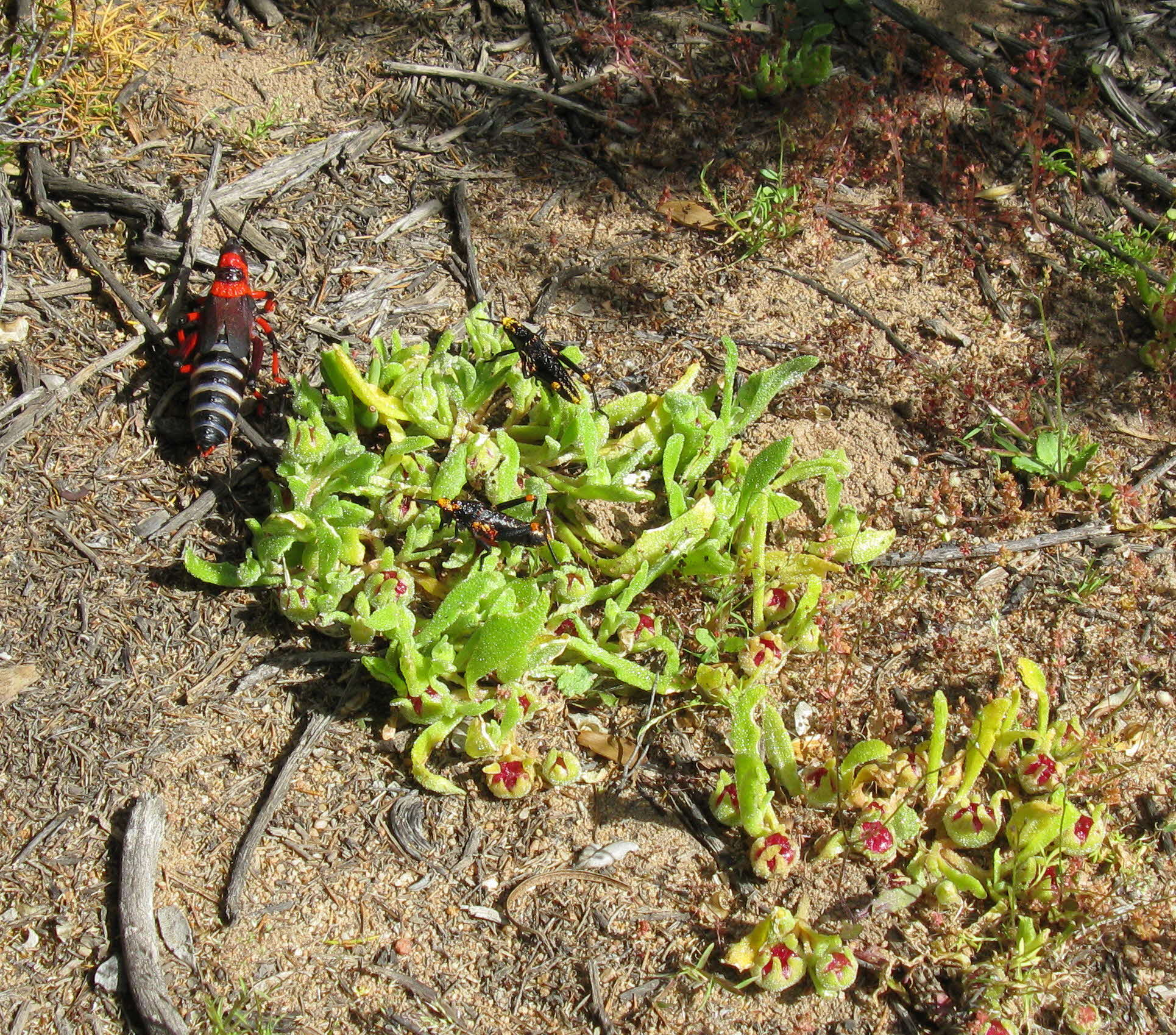
از spumans بالغ و نابالغ Dictyophorus عکس گرفته‌شده در Cedarberg در آفریقای جنوبی

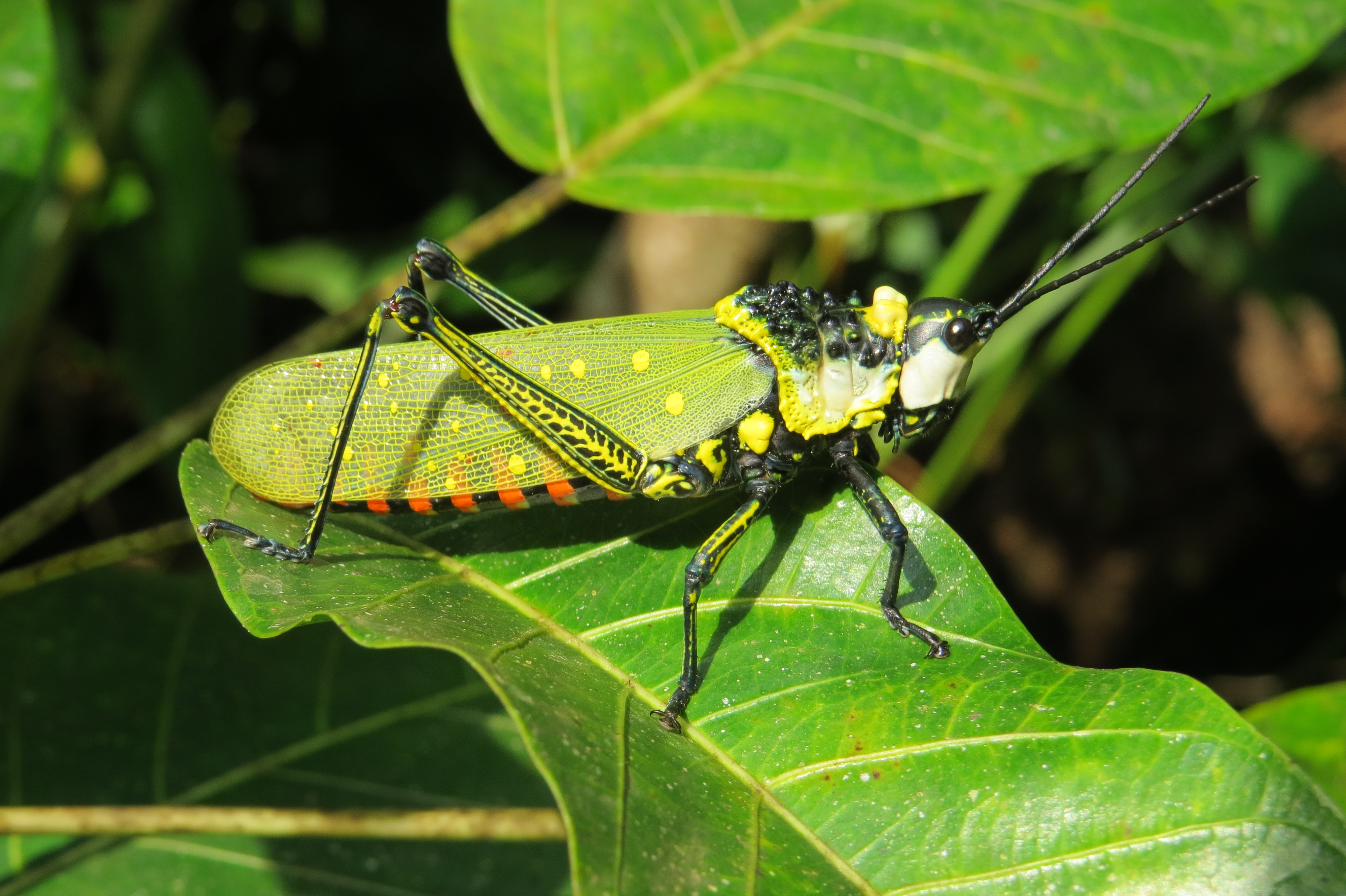
Aularches miliaris

- Atractomorphini

- Chlorizeinini
- Chrotogonini
- Desmopterini
- Dictyophorini
- Monistriini
- Omurini
- Petasidini
- Phymateini

- Poekilocerini
- Psednurini
- Pseudomorphacridini
- Pyrgomorphini
- Schulthessiini
- Sphenariini
- Tagastini
- Taphronotini